# Pantheon Irodalmi Intézet
Pantheon Irodalmi Intézet Részvénytársaság este o editură din Ungaria horthystă, care a publicat lucrări științifice semnificative și cărți de ficțiune.

## Istoric
Editura a fost fondată la Budapesta sub auspiciile Băncii Anglo-Maghiare și a funcționat din 1920 până în 1944. Pe lângă reprezentanții băncii în conducerea editurii s-au aflat personalități din lumea științifică, iar director a fost Viktor Ranschburg (1862-1930). El era un cunoscut editor de carte și a învățat meserie în librăria și magazinul de antichități al fraților Révay, a fost din 1891 șef de departament la editura Athenaeum Könyvkiadó, în perioada 1903-1919 directorul general al editurii Athenaeum, iar apoi până la moartea lui director general al editurii Pantheon Irodalmi Intézet.

## Serii importante
- Pantheon ismerettára
- Jó könyvek
- Filléres könyvek
- A regény mesterei
- H. G. Wells reprezentatív regénysorozata
- A kiválasztottak
- Világkönyvtár
- Remekírók Pantheonja
- Szine-java